# Bire
Bire is een bestuurslaag in het regentschap Padang Lawas van de provincie Noord-Sumatra, Indonesië. Bire telt 268 inwoners (volkstelling 2010).